# بيتر ماكلاكلان
بيتر ماكلاكلان (بالإنجليزية: Angus MacLachlan)‏ هو كاتب سيناريو أمريكي، ولد في مارس 1959.

## وصلات خارجية
- بيتر ماكلاكلان على موقع IMDb (الإنجليزية)
- بيتر ماكلاكلان على موقع ألو سيني (الفرنسية)
- بيتر ماكلاكلان على موقع أول موفي (الإنجليزية)
- بيتر ماكلاكلان على موقع قاعدة بيانات الأفلام السويدية (السويدية)
- بيتر ماكلاكلان على موقع قاعدة بيانات الفيلم (الإنجليزية)
- بيتر ماكلاكلان على موقع كينوبويسك (الروسية)